# 330640 Yangxuejun
330640 Yangxuejun este o planetă minoră (asteroid) din centura de asteroizi. A fost descoperită pe 3 martie 2008 la Xuyi County⁠(d) de  și a fost numită după Yang Xuejun⁠(d). 
Obiectul prezintă o orbită caracterizată de o semiaxă mare de 2,3758173109415 UAi, o excentricitate de 0,14819800091246, o înclinație de 0,29694034161185 ° în raport cu ecliptica.